# Zabelia
Zabelia là một chi thực vật gồm khoảng 13 loài trong họ Caprifoliaceae. Có thời kỳ nó từng được gộp trong chi Abelia, nhưng các nghiên cứu phát sinh chủng loài cho thấy nó không có quan hệ họ hàng gần với Abelia mà có quan hệ họ hàng gần với nhánh Morina (= Morinoideae).
Tên gọi chung cho các loài có ở Trung Quốc là 六道木 (lục đạo mộc).

## Mô tả
Cây bụi, lá sớm rụng. Các cành già thường có 6 rãnh dọc và sâu. Các cành non thường có lông cứng uốn ngược. Lá mọc đối, mép lá nguyên hoặc có răng cưa (hoặc đôi khi thùy trên các chồi to khỏe), cuống lá ngắn, không lá kèm. Cuống lá của các cặp lá đối diện phình to và hợp sinh ở gốc, bao bọc các chồi mùa đông. Cụm hoa là kiểu chùy hoa đầu cành gồm các xim hoa đặc sít, không cuống; xim hoa 1-3 hoa. Đài hoa gồm 4 hoặc 5 lá đài, bền, tỏa rộng, thuôn hẹp thành hình elip. Tràng hoa màu trắng, hồng nhạt, hoặc đôi khi hơi đỏ, hình khay và đối xứng hai bên nhiều hay ít, 4 hoặc 5 thùy; ống tràng thường không phồng rõ rệt ở gốc, bên trong có tuyến. Nhị hoa không thò ra, hai cặp so le, chèn ở gốc hoặc giữa ống tràng; bao phấn màu vàng, uốn ngược vào trong. Bầu nhụy thường 3 ngăn, 2 ngăn có 2 loạt noãn vô sinh và 1 ngăn có 1 noãn sinh sản đơn độc; vòi nhụy hình chỉ; đầu nhụy xanh lục, hình đầu, nhầy. Quả là quả bế giống như da, thuôn dài, ở đỉnh có các thùy đài hoa bền; hạt hình trụ tròn, vỏ hạt có màng; nội nhũ nhiều cùi thịt.

## Danh sách loài
Danh sách loài dưới đây lấy theo Plants of the World Online:
- Tổ hợp loài Zabelia biflora:
  - Zabelia biflora (Turcz.) Makino, 1954: Trung bắc Trung Quốc, bán đảo Triều Tiên, Primorye (Nga).
  - Zabelia densipila M.P.Hong, Y.C.Kim & B.Y.Lee, 2012:[8] Hàn Quốc.
  - Zabelia dielsii (Graebn.) Makino, 1954: Trung bắc, trung nam Trung Quốc, bán đảo Triều Tiên, Primorye (Nga).
  - Zabelia integrifolia (Koidz.) Makino ex Ikuse & S.Kuros., 1954: Hàn Quốc, vùng núi Nhật Bản.
  - Zabelia brachystemon (Diels) Golubkova, 1972: Vân Nam (Trung Quốc). Một số tác giả coi là đồng nghĩa của Z. dielsii.[9][10]
  - Zabelia onkocarpa (Graebn.) Makino, 1948: Trung bắc Trung Quốc. Một số tác giả coi là đồng nghĩa của Z. dielsii.[9][10]
  - Zabelia umbellata (Graebn. & Buchw.) Makino, 1948: Trung Trung Quốc. Một số tác giả coi là đồng nghĩa của Z. dielsii.[9]
- Tổ hợp loài Zabelia triflora:
  - Zabelia angustifolia (Bureau & Franch.) Makino, 1954: Trung nam Trung Quốc. Một số tác giả coi là đồng nghĩa của Z. buddleioides.[11]
  - Zabelia corymbosa (Regel & Schmalh.) Makino, 1948: Afghanistan, Kazakhstan, Kyrgyzstan, Tajikistan, Uzbekistan.
  - Zabelia parvifolia (C.B.Clarke) Golubkova, 1972: Từ đông Afghanistan đến tây Pakistan. Một số tác giả coi là đồng nghĩa của Z. triflora.[12]
  - Zabelia triflora (R.Br. ex Wall.) Makino, 1948: Nepal, Tây Himalaya.
  - Zabelia tyaihyoni (Nakai) Hisauti & H.Hara, 1948: Bán đảo Triều Tiên.
  - Zabelia buddleioides (W.W.Sm.) Hisauti & H.Hara, 1954: Vân Nam (Trung Quốc). Một số tác giả coi là đồng nghĩa của Z. triflora.[12]